# Cerastium latifolium
Cerastium latifolium — вид квіткових рослин з родини гвоздикових (Caryophyllaceae). Ареал: Австрія, Ліхтенштейн, Франція, Німеччина, Італія, Польща, Словаччина, Румунія, Швейцарія.

## Середовище проживання
Росте на вапнякових і доломітових субстратах, часто досить рухливих, на крутих схилах під скелями в субальпійському та альпійському поясах.

## Біоморфологічний опис
Багаторічна, рясно кореневищна трав'яниста рослина 5–11(14) см заввишки. Кореневище дуже довге, дерев'янисте, світло-коричневе, повзуче в щебінь. Стебло просте, тверде, з 2–3 міжвузлями, висхідне, у нижній частині від розріджено до розсіяно волосате, у верхній частині густоволосисто залозисте, з вкрапленнями незалозистих волосків. Листки сидячі, залозисто-волосисті з вкрапленнями незалозистих волосків. Нижня листкова пластинка ланцетоподібна, 9–15 мм завдовжки, 3–6 мм завширшки, середні листки більші, 14–20(24) мм завдовжки. Верхні листки, відповідно нижні приквітки, яйцювато-ланцетні, широкоеліптичні або яйцюваті, гострі, 10–14(18) мм завдовжки, 6–8(11) мм завширшки, від рідко запушених до майже голих. Суцвіття зазвичай 3–5-квіткове, слаборозгалужене, квітконоси густозалозисті. Чашолистки 6–8 мм завдовжки, вузькоеліптичні, на верхівці тупо загострені до загострених. Пелюстки 10–13 мм завдовжки, 6–7 мм завширшки, виїмка глибиною 2–3 мм. Плід — коробочка. Цвіте в липні та серпні.